# Андорианцы
Андориа́нцы (англ. Andorian) — вымышленная инопланетная раса гуманоидов из научно-фантастической вселенной «Звездного Пути», известная тем, что обитает на поверхности планеты Андория, спутнике ледяной кольчатой планеты-гиганта Андор. Отличительными чертами Андорианцев являются их голубая кожа, пара черепных антенн и белые волосы.
Андорианцы впервые появились в сериале «Звёздный путь: Оригинальный сериал» в эпизоде «Путь на Вавилон» в 1968 году, и были замечены или упомянуты в эпизодах последующих сериалов франшизы. Они были отмечены, как жизненно важные члены Объединённой федерации планет в 1997 году в сериале «Звёздный путь: Глубокий космос 9» эпизоде «Карточка», но дальнейшего задействования в сериалах и фильмах не получила, пока 2001—2005 годах в сериале «Звёздный путь: Энтерпрайз», где они использовались в качестве повторяющихся персонажей, особенно в лице командира звездолета Thy’Lek Shran, который поддерживал иногда враждебную и неохотную дружбу с капитаном «Энтерпрайза» Джонатаном Арчером. Эпизод 2004 года «Час Ноль» установил, что Андорианцы были одним из четырёх членов-основателей Объединённой федерации планет.

## Описание

### Планета Андория
Андория — это ледяная луна, вращающаяся вокруг окольцованного газового гиганта. Он также упоминается как Andor. В Бонусном DVD-фильме для 4-го сезона сериала «Звёздный путь: Энтерпрайз» авторы эпизодов Джудит и Гарфилд Ривз-Стивенс заявили, что Андор был газовым гигантом, Андория — луной, и что это была сознательная попытка устранить несоответствие. Большинство его городов построены под землёй и используют геотермальную теплоту. Известно, что летом температура на поверхности достигает −28 °C. Андория имеет по крайней мере одну луну или соседнюю планету. Андорианцы делят свою Родину с непонятным телепатическим подвидом, Aenar, которые имеют светло-голубую или белую кожу.
В неканонических звездных картах «Звёздного пути» (2002) Андор упоминается как седьмая планета на орбите вокруг звезды Процион (Alpha Canis Minoris) в бета-квадранте, но в предыдущем материале Андор был восьмой планетой оранжевого карлика Epsilon Indi в Альфа-квадранте. Андор находится вблизи Бетазеда, Земли, Теллара и Вулкана.

### Физиология
Основные отличительные признаки андорианцев: голубая кровь, голубая кожа, белые волосы и антенны на макушке черепа, исполняющие роль органов осязания и выражения некоторых эмоциональных настроений. Антенны на черепной коробке также выполняют функцию вестибулярного аппарата. Утратив антенну, андорианец не способен удерживать равновесие в течение двух суток, сами антенны регенерируют в течение 9 месяцев, время может быть уменьшено наполовину электрической стимуляцией и интенсивным черепным массажем. Потеря антенны является унизительным обстоятельством для любого андорианца. Также вероятно, что антенны — это и показатель привлекательности. Существует четыре типа антенн и разделяются они по расположению (в лобной части или в теменной) и по характеристикам (тонкие и длинные или толстые и короткие). Для андорианцев, встречавшихся в XXII веке, было характерно расположение антенн на теменной части и их тонкость и длина, в последующие века иное. В сериале 2001—2005 годов «Звёздный путь: Энтерпрайз», антенны были изображены как торчащие из лба.
Существует разновидность андорианцев — аэнариане — они имеют светло-голубоватый оттенок кожи и от рождения слепые, но обладают отличным осязанием и телепатическими способностями. Аэнариане используют свои антенны как телепатические рецепторы. Андорианцы и аэнариане генетически совместимы и способны произвести потомство. Андорианцы обладают более интенсивным метаболизмом, чем люди, но очень восприимчивы к высоким температурам и при температуре свыше 30 °C способны потерять до 10 % массы тела. Женщины-андорианки несколько выше и более агрессивны, чем мужчины-андорианцы. Из-за необычной физиологии андорианцев Флоксу (судовому врачу «Энтерпрайза NX-01») приходилось делать им не внутривенные инъекции, а межмышечные.

### Культура
Андорианцы верят в мир прародителей, Эдемский рай, где они зародились. Его имя считается непроизносимым не андоррцами.
Андорианский Эль — синий алкогольный напиток, андорианский блюз — музыкальный жанр.
В сериале «Звёздный путь: Следующее поколение» эпизоде «День Дейты» Старший оперативный офицер Дейта говорит, что «андорианские браки обычно требуют групп из четырёх человек, если только….» Неизвестно, какие данные он намеревался сообщить, так как его прервали, прежде чем он смог завершить заявление.
Как видно из сериала «Звёздный путь: Энтерпрайз», Андорианцы 2150-х годов изображаются как питающие сильное недоверие к другим расам, особенно к людям и вулканцам, и часто ссылаются на людей, используюя уничижительную форму «розовая кожа». Их недоверие к вулканцам проиллюстрировано в эпизоде «Андорианский инцидент», в котором обнаружен пост наблюдения дальнего действия, скрытый в Вулканском монастыре на планете P’Jem. Кроме того, в этом эпизоде капитан андорианцев Шран оценивает капитана «Энтерпрайза» Джонатана Арчера в качестве объективного, честного человека после того, как Арчер передаёт снимки заставы Шрану, чтобы предоставить его людям доказательства существования заставы.
В Андорианской традиции Ушаан — это смертельная дуэль с участием ручных ледорубных клинков, называемые Ушаан-Тор. Право Ушана на замену позволяет комбатантам выбирать другого комбатанта для борьбы вместо себя. Существует 12 000 поправок к кодексу чести, который регулирует Ушаан, и одно правило гласит, что любой комбатант может отложить поединок на неопределенный срок, если комбатант женат и не имеет детей, как Трэвис и Хоши упоминают позже в том же акте. Ушаан считается урегулированным, когда комбатант становится беззащитным.
Из всей саги можно сделать выводы, что андорианцы — милитаристская цивилизация, существа крайне эмоциональные, но их явным плюсом всегда было отсутствие двуличности, почитание семьи как высшего блага (что также подтверждают слова Тэлина (в альтернативной временной линии — первый помощник на «Энтерпрайз») во второй серии анимационного сериала «Звёздный путь» перед тем, как Спок отправляется в прошлое: «Данное изменение временной линии поставит тебя на моё место, но я не испытываю сожаления.», так как «…Как раса воинов, мы не сильны в снисхождении, но дела семьи — исключение.»). Большое влияние в обществе занимало воинское сословие. Андорианцы были безоговорочно приняты в Объединённую Федерацию Планет скорее благодаря тому, что двуличными они не были, и не расторгли бы союз, когда наступили бы тяжёлые времена.
В 2370-х годах, Академия Андорианцев была признана одной из лучших художественных школ в Федерации.

### История
Первым андорианским звездолётом дальнего плавания был катер «Кумари». Столетия спустя, его почитаемое имя украсило звездолёт Андорианской Императорской гвардии.
Первая встреча андорианцев с вулканцами была многообещающей, но отношения испортились. Территориальные переговоры между народами проходили в течение восьми лет в 2060-х годах. Исторически Андорры соперничали с вулканцами. Вулканцы аннексировали андорианскую планету Вейтан, которую вулканцы называют Паан Мокар. К XXII веку они вступили в своего рода холодную войну. С появлением Земли на астрополитической сцене напряжение между Андорией и Вулканом с помощью людей постепенно устраняется. В 2161 году андорианцы и вулканцы поставили свои разногласия полностью в стороне и сформировали Объединённую Федерацию планет с людьми и телларитами.
Около 2104 года прошел первый контакт андорианцев с Аэнарами, развеявшее их мифологический статус.
Занимались терраформированием планеты Weytahn, для дальнейшей аннексии вулканцами. В 2151 году Императорская Гвардия Андорианцев обнаружила Вулканскую шпионскую станцию, спрятанную в монастыре P’Jem.
В 2153 году охранник напрасно послал корабль в Дельфийские просторы, чтобы захватить оружие Зинди для использования против Вулкана. В следующем году андорианский командир Шран помог противостоять угрозе Зинди в отношении Земли.
В 2161 андорианцы вместе с людьми, телларитами и вулканцами основали Объединённую федерацию планет.
На конференции 2260-х годов в Вавилоне, до приёма Coridan, андорианцы были представлены послом Шрасом.
В 2270-х годах, несколько андорианцев служили на борту переоборудованного корабля Федерации «Энтерпрайз NCC-1701». В 2293, году картина знатного Андорианца украсила конференц-зал звездолёта «Энтерпрайз NCC-1701-A».
В 2371 году геронтологический доктор ги П’Трелл из Андора был номинирован на премию Каррингтона.

### Неканоническая информация
В техническом справочнике по медицине Звездного Флота 1970-х годов говорится, что Андорианцы были единственной известной полуинсектоидной расой на территории Федерации с ограниченным экзоскелетом и антеннами, используемыми как для приема квадрископического зрения, так и для сфокусированного слуха. Эти моменты были повторены в книге 1980-х годов «Миры Федерации». Полностью инсектоидные расы, изображенные или упомянутые на экране, включают невидимую Джараду в эпизоде «Следующего поколения» «Большой гуд-бай» и Зинди, которые были представлены в третьем сезоне сериала «Звёздный путь: Энтерпрайз».
В неканоническом сериале «Звёздный путь: Глубокий космос 9 возобновление», андорианские браки из четырёх человек были экстраполированы на четыре пола (thaan, chen, shen и zhen). Повторяющаяся сюжетная линия в романах после сериала заключается в том, что редкость совместимых андорианских четырёхсомов привела к чрезвычайно низким темпам размножения, что в тандеме с генетическими слабостями привело к почти вымиранию вида.
Точно так же Marvel Comics в комиксе «Звёздный путь: Академия Звёздного Флота» относится к сложным, но гибким брачным структурам, в которых участвует один или несколько отцов, и описывает Андорианцев как страстных, с жестокой историей.
В книгах, выходивших в издательстве Pocket Books, в частности в романе 2010 года «Звёздный путь: Тифонский пакт — пути дисгармонии» Дейтона Уорда, повторяется сюжет о том, что Андорианская Империя выходит из Федерации в 2382 году. Однако, правительство Андоры до сих пор поддерживает дипломатические отношения с Федерацией, и офицерам Андорианцам разрешено остаться в Звёздном флоте, если они того пожелают. Несмотря на уход Андоры, значительная часть населения, представленная в Андоррском правительстве «новой прогрессивной партией», в отличие от сепаратистской «провидческой партии», выступает за сохранение членства в Федерации, рассматривая возможность последующего воссоединения. В последующем романе «Звёздный путь Дейтона Уорда: падение-мирные Королевства» Андор возвращается в Федерацию.
В бесплатной онлайн ролевой игре «Star Trek Online», действие которой происходит в 2409 году, Андора по-прежнему остаётся рядовым членом Объединённой Федерации планет.
В фанатском фильме «Starship Exeter» есть офицер связи на мостике Андорианский лейтенант по имени B’fuselek. В этой серии объясняется, что антенны Андорианцев дают им возможность обнаруживать близлежащие колебания силы тяжести и знать их положение по отношению к этим разницам силы тяжести.